# L'Esquerra Plural
Esquerra Unida-Els Verds (en castellà, Izquierda Unida-Los Verdes) o L'Esquerra Plural fou una coalició política presentada de cara a les eleccions generals espanyoles de 2011; posteriorment es constituí com Grup Parlamentari al Congrés dels Diputats per a la X Legislatura. El seu candidat a les eleccions i posterior portaveu parlamentari és el Cayo Lara.
Encapçalada per Izquierda Unida, la coalició agrupà diversos partits d'esquerra, ecologistes, federalistes i nacionalistes de tot l'Estat.

## Història
Esquerra Unida va arribar a les eleccions generals en el context de l'anomenada Refundació de l'Esquerra, procés definit com a convergència política i social que pretén constituir-se com a "Moviment Polític i Social, amb caràcter federal", per aglutinar a tota l'esquerra alternativa i transformadora entorn d'una proposta política anticapitalista.
Dins d'aquest procés de convergència que s'havia iniciat en 2008, un dels dos sectors en pugna per les sigles d'Izquierda Republicana va decidir tornar a integrar-se a Esquerra Unida de cara a les eleccions municipals i autonòmiques de 2011 després d'haver abandonat la coalició 9 anys enrere. El procés va continuar amb la intenció de convergir amb més forces polítiques i socials de cara a les eleccions generals.
El 12 de juliol de 2011 la Presidència Executiva Federal d'IU va proposar Cayo Lara com a candidat a les eleccions generals espanyoles de 2011. La candidatura provisional fou aprovada per 33 vots a favor, 1 en contra i 3 abstencions fins a la següent reunió del Consell Polític Federal del 10 de setembre en la qual es va ratificar la decisió de la Presidència per 87 vots a favor, 15 en blanc i 3 nuls.
Finalment es presentà a les eleccions generals de 2011 en coalició amb Izquierda Republicana, Iniciativa per Catalunya Verds (ICV), Esquerra Unida i Alternativa (EUiA), Chunta Aragonesista (CHA), Socialistes Independents d'Extremadura (SIEX), Batzarre, Los Verdes, Gira Madrid-Los Verdes (GM-LV), Els Verds del País Valencià (EVPV), Els Verds-Opció Verda (EV-OP), Canarias por la Izquierda, Iniciativa por El Hierro (IpH) i el Partido Democrático y Social de Ceuta (PDSC).
Com és habitual en les seves candidatures conjuntes per Catalunya, ICV va posar els dos primers llocs de cada llista, i EUiA el tercer. A Aragó, la Chunta va encapçalar les llistes de Saragossa i Huesca i IU ho va fer en la de Terol.
La coalició va obtenir 1.680.810 (6,92%) dels vots, passant a tenir onze parlamentaris, vuit d'IU (d'ells, un d'EUiA), dos d'ICV i un de CHA, el millor resultat de la formació des de l'any 1996, amb Julio Anguita al capdavant de la coalició.

## Membres
| Partit | Partit                                        | Notes                          |
| ------ | --------------------------------------------- | ------------------------------ |
|        | Esquerra Unida (IU)                           |                                |
|        | Iniciativa per Catalunya Verds (ICV)          | Dins d'ICV–EUiA.               |
|        | Esquerra Unida i Alternativa (EUiA)           | Dins d'ICV–EUiA.               |
|        | Chunta Aragonesista (CHA)                     |                                |
|        | Socialistes Independents d'Extremadura (SIEx) |                                |
|        | Assemblea (Batzarre)                          | Dins d'Izquierda-Ezkerra.      |
|        | Els Verds (LV)                                |                                |
|        | Gira Madrid–Els Verds (GM–LV)                 |                                |
|        | Els Verds del País Valencià (EVPV)            |                                |
|        | Els Verds-Opció Verda (EV–OV)                 |                                |
|        | Canàries per l'Esquerra                       | Dins de Canàries Verda i Roja. |
|        | Iniciativa El Hierro (IpH)                    |                                |
|        | Partit Democràtic i Social de Ceuta (PDSC)    |                                |

## Nom perComunitat Autònoma
La candidatura, tal com permet l'article 222 de la Llei Orgànica 5/1985, es presentà amb les següents denominacions en cada Comunitat Autònoma:
| Comunitat autònoma | Denominació                                                                                       | Vots               | %                  | Diputats           |
| ------------------ | ------------------------------------------------------------------------------------------------- | ------------------ | ------------------ | ------------------ |
| Andalusia          | Izquierda Unida Los Verdes-Convocatoria por Andalucía: La Izquierda Plural (IULV-CA)              | 359.521            | 8,26%              | 2                  |
| Aragó              | Chunta Aragonesista-Izquierda Unida, La Izquierda de Aragón: La Izquierda Plural (CHA-IU)         | 74.655             | 10,52%             | 1                  |
| Astúries           | Izquierda Unida de Asturias-Izquierda Xunida d'Asturies: La Izquierda Plural (IU-IX)              | 83.312             | 13,27%             | 1                  |
| Canàries           | Izquierda Unida Canarias-Iniciativa por El Hierro-Los Verdes: La Izquierda Plural (IUC-IpH-LV)    | 40.048             | 4,31%              | 0                  |
| Cantàbria          | Izquierda Unida de Cantabria: La Izquierda Plural (IUC)                                           | 12.547             | 3,58%              | 0                  |
| Castella-la Manxa  | Izquierda Unida de Castilla-La Mancha-Los Verdes: La Izquierda Plural (IUCM-LV)                   | 67.626             | 5,77%              | 0                  |
| Castella i Lleó    | Izquierda Unida de Castilla y León: La Izquierda Plural (IUCL)                                    | 85.340             | 5,63%              | 0                  |
| Catalunya          | Iniciativa per Catalunya Verds-Esquerra Unida i Alternativa: L'Esquerra Plural (ICV-EUiA)         | 279.599            | 8,09%              | 3                  |
| Ceuta              | Izquierda Unida-Partido Democrático y Social de Ceuta: La Izquierda Plural (IU-PDSC)              | 577                | 1,81%              | 0                  |
| Extremadura        | Izquierda Unida Verdes-Socialistas Independientes de Extremadura: La Izquierda Plural (IU-V-SIEX) | 37.706             | 5,69%              | 0                  |
| Galícia            | Esquerda Unida-Os Verdes: A Esquerda Plural (EU-V)                                                | 67.182             | 4,12%              | 0                  |
| Illes Balears      | Esquerra Unida Illes Balears-Verds: La Izquierda Plural (EUIB)                                    | 21.626             | 4,94%              | 0                  |
| La Rioja           | Izquierda Unida-La Izquierda Plural (IU)                                                          | 7.946              | 4,59%              | 0                  |
| Madrid             | Izquierda Unida-Los Verdes: La Izquierda Plural (IU-LV)                                           | 270.223            | 8,04%              | 3                  |
| Melilla            | No es va presentar                                                                                | No es va presentar | No es va presentar | No es va presentar |
| Múrcia             | Izquierda Unida-Verdes de la Región de Murcia: La Izquierda Plural (IUV-RM)                       | 41.775             | 5,69%              | 0                  |
| Navarra            | Izquierda-Ezkerra/La Izquierda Plural (IZQUIERDA-EZKERRA)                                         | 18.224             | 5,51%              | 0                  |
| País Basc          | Izquierda Unida-Los Verdes: La Izquierda Plural/Ezker Anitza                                      | 43.522             | 3,68%              | 0                  |
| País Valencià      | Esquerra Unida del País Valencià-Els Verds: L'Esquerra Plural (EUPV-EV)                           | 169.381            | 6,50%              | 1                  |
| Total              | Total                                                                                             | 1.680.810          | 6,92%              | 11                 |

## Grup parlamentari al Congrés
Una vegada constituït el Congrés dels Diputats, aquestos parlamentaris s'agruparen en el Grup Parlamentari IU-ICV-EUiA-CHA: La Izquierda Plural, estant integrats en ell entre el 15 i el 23 de desembre de 2012 els tres diputats d'Esquerra Republicana de Catalunya (ERC) per poder accedir a la subvenció per mailing.
Els diputats electes del grup parlamentari són:
- Cayo Lara (PCE-IU). President i portaveu del grup, diputat per Madrid.
- José Luis Centella (PCE-IU). Portaveu adjunt primer, diputat per Sevilla.
- Joan Coscubiela (ICV). Portaveu adjunt segon, diputat per Barcelona.
- Joan Josep Nuet (PCC-EUiA). Portaveu adjunt tercer, diputat per Barcelona.
- Chesús Yuste (CHA). Portaveu adjunt quart, diputat per Saragossa. Deurà deixar el seu escó a Álvaro Sanz (IU) en juliol de 2014.[11]
- Gaspar Llamazares (IAb-IU). Diputat per Astúries.
- Laia Ortiz Castellví (ICV). Diputada per Barcelona.
- Ascensión de las Heras (PCE-IU). Diputada per Madrid.
- María Caridad García Álvarez (PCE-IU). Diputada per Madrid.
- Alberto Garzón (UJCE-IU). Diputat per Màlaga.
- Ricardo Sixto Iglesias (PCPV-EUPV). Diputat per València.

Les negociacions per tascar qui serien els portaveus del grup parlamentari no foren fàcils. Amb la representació aconseguida, el Partido Comunista de España tornava a tenir el control del grup, reservant-se els dos primers llocs de portaveus. Per sota del president-portaveu Cayo Lara, el portaveu adjunt passava a ser Centella, secretari general del partit. ICV desitjava la primera portavocia, mentre que IU tenia planejat relegar-la al tercer lloc —posant en el segon lloc a Joan Josep Nuet, d'EUiA—; l'acord final situà l'ecologista Joan Coscubiela en la segon portavocia i a Nuet en la tercera.
Sabent-se apartat de la direcció del grup parlamentari, Gaspar Llamazares, líder parlamentari d'IU en les onze darrers anys, intentà sense èxit ser escollit per a formar part de la Mesa del Congrés, frustrat per l'entesa entre PP, PSOE i CiU para repartir-se els nou càrrecs d'aquest òrgan. Després d'aquest incident, el PCE oferí a Llamazares una quarta portavocia adjunta que aquest rebutjà, quedant-se com a "diputat ras". Chesús Yuste, de CHA, assumí la quarta portavoca.

## Resultats electorals

### Eleccions legislatives
| Corts Generals |           |           |         |         |          |         |          |       |          |
| Any            | Líder     | Congrés   | Congrés | Congrés | Congrés  | Congrés | Senat    | Senat | Govern   |
| Any            | Líder     | Vots      | %       | #       | Diputats | +/–     | Senadors | +/–   | Govern   |
| 2011           | Cayo Lara | 1,686,040 | 6.92%   | 3r      | 11 / 350 | 9       | 0 / 208  | =     | Oposició |